# Hotel Angielski w Warszawie
Hotel Angielski (w latach 1797−1803 jako franc. Hôtel d’Prusse, następnie Hôtel d’Angleterre) – hotel znajdujący się niegdyś w Warszawie przy ul. Wierzbowej 6. Zniszczony podczas II wojny światowej.

## Historia
Od 1792 hotel mieścił się w dawnym pałacu z 1666 Stefana Wierzbowskiego, biskupa poznańskiego (Po Stefanie Wierzbowskim właścicielami pałacu byli: Michał Radziwiłł (od 1673), Denhoffowie, Słuszkowie, Sanguszkowie, Henryk Brühl (1750–1758), Eustachy Potocki (1758), Ignacy Potocki, Józef Kwieciński (1783) oraz Just Schultz.)
Od 1797 hotel nosił nazwę Hôtel d’Prusse (Hotel Pruski), a od 1803 Hôtel d’Angleterre (Hotel Angielski). 
W nocy z 10/11 grudnia 1812 w hotelu, w trzypokojowym apartamencie nr 4, mieszczącym się na parterze od strony ul. Czystej (obecnie ul. Ossolińskich), na kilkanaście godzin zatrzymał się Napoleon Bonaparte. To wydarzenie upamiętniono później tablicą umieszczoną na budynku. 
W 1873 hotel miał już wanny. 
Budynek hotelu został zniszczony we wrześniu 1939. Współcześnie w tym miejscu znajduje się biurowiec Metropolitan.